# 埋藏学

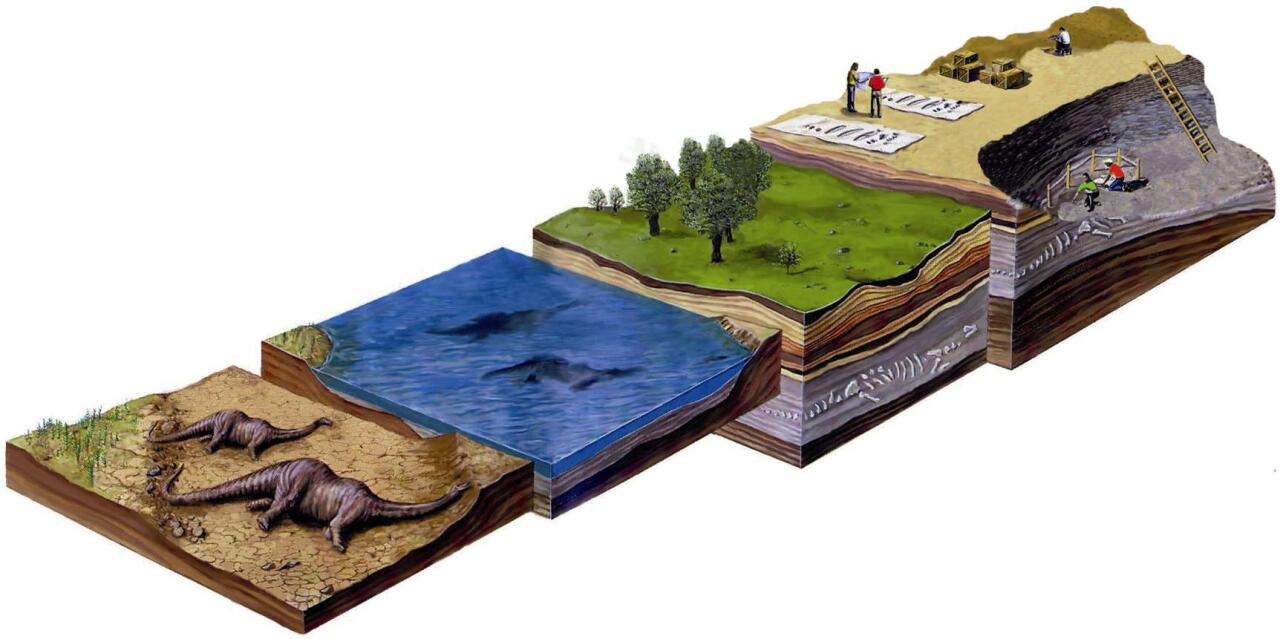
两具恐龙尸体(蜥脚类恐龙)从死亡、掩埋、矿化(化石成岩作用)到最后作为化石挖掘的全过程示意图。

埋藏学（Taphonomy）又叫化石形成学，是研究有机体如何腐烂并化石化或被保存在古生物记录中的学科。1940年，前苏联科学家伊万·叶夫列莫夫 (Ivan Yefremov) 将“埋藏学”一词（源自希腊语”，”-“埋葬”和”，”-“法则”）引入古生物学研究，以描述生物遗体、残骸或产物从生物圈到岩石圈过渡的研究。
埋藏形态（taphomorphs）一词是用来描述化石结构的总称，这些化石结构代表了各种分类群而非单个生物保存不良和退化的遗骸。

## 描述
埋藏现象分为两个阶段：生物遗体沉积，在生物体死亡和埋藏之间发生的事件，以及成岩作用，埋藏后发生的事件。自叶夫列莫夫定义以来，埋藏学已扩展到包括对通过文化和环境影响使有机和无机质材料石化的研究。
这是一项多学科概念，在不同研究领域中使用的背景略有不同，采用埋藏学概念的领域包括： 

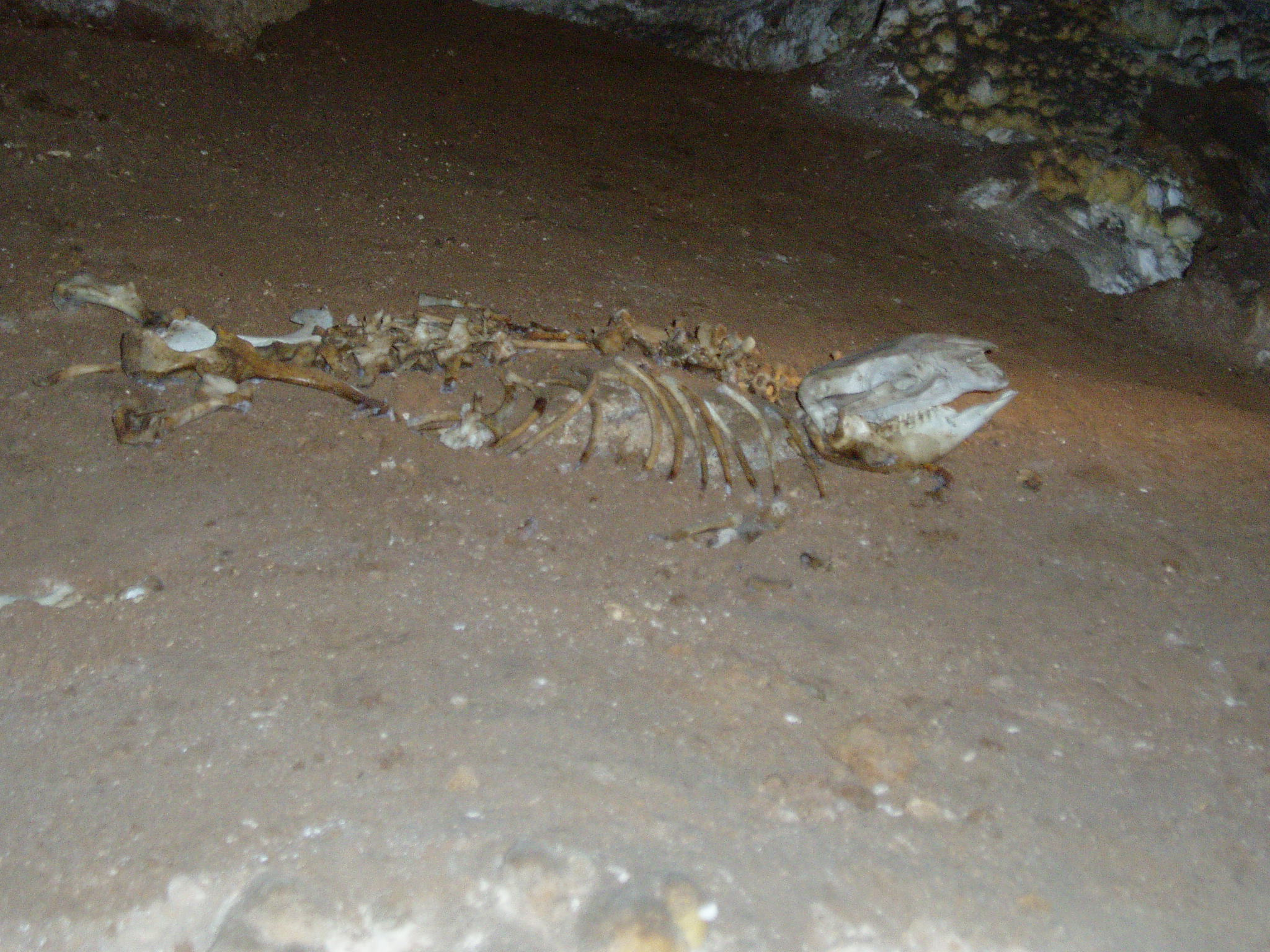
钻石洞(珍罗兰山洞群)中一具骨架完整的袋熊遗骸)

- 古植物学
- 考古学
- 生物学
- 法医学
- 地质考古学
- 地质学
- 古生态学
- 古生物学
- 动物考古学

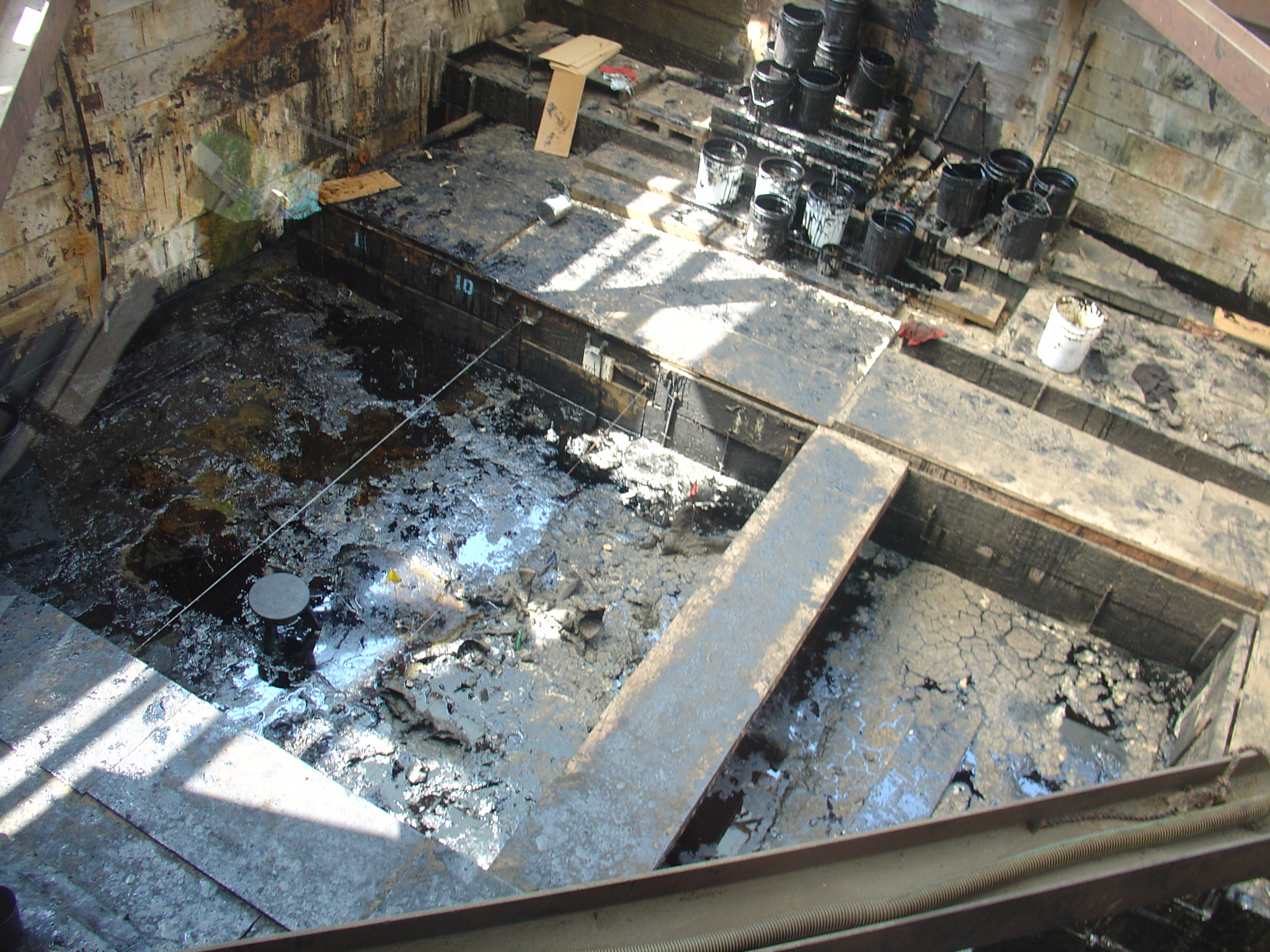
拉布雷亚沥青坑代表了它们所处年代(更新世)和位置(南加利福尼亚州)的罕见沉积环境。

埋藏学中分有五个主要阶段：分离、分散、累积、石化和机械蚀变。第一个阶段是脱节，发生在有机体腐烂后，骨骼不再被肌肉和肌腱连接在一起时；分散是自然事件(如洪水、食腐动物等)造成的有机体碎片分离；当有机和/或无机物堆积在一处位置(食腐动物或人类行为)时，则就会发生堆积；而富含矿物质的地下水渗透到有机物中并填满空隙时，就形成了化石。埋藏学的最后一个阶段是机械蚀变，这是物理性改变遗骸的作用过程(即冻融、压实、搬运、掩埋)。应强调的是，这些“阶段”不仅是连续的，而且相互作用。例如，由于细菌的存在，化学变化发生在作用过程的每一阶段。一旦生物体死亡，“变化”就开始了：释放的酶会破坏组织中的有机成分，而骨骼、牙釉质和牙本质等有机和矿物成分混合物则形成矿化组织。此外，大多数情况下，死亡的生物体(植物或动物)是因为被捕食者“杀死”，消化不仅会改变肌肉的成分，还会改变骨骼的成分。

## 研究领域

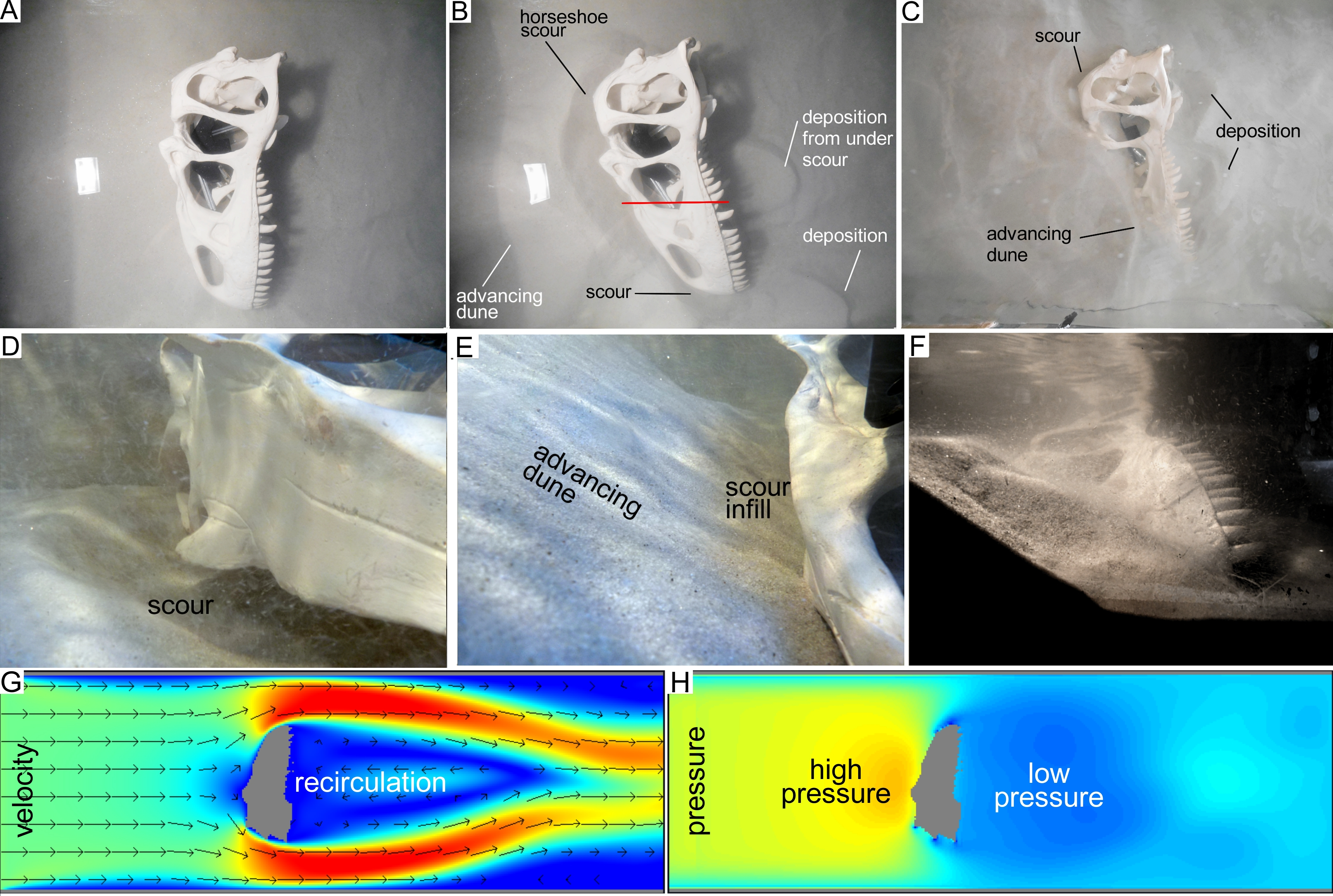
现实埋藏学尝试通过埋藏骨头等实验来理解埋藏的过程。

自20世纪80年代以来，以下一些领域的埋藏学研究引起了人们的极大关注。
- 微生物、生物地球化学和对不同组织类型保存起更大决定作用的因素，特别是在富集化石库(Konzervat-lagerstätten)中出现的特异保存。该领域涵盖了破坏所有主要分类群（植物、无脊椎动物、脊椎动物）遗骸的主要生物和物理因素。
- 遗骸集聚的过程，尤其是不同类型的组合在多大程度上反映了源动植物群的物种组成和丰度。
- 现实埋藏学应用现在方式来理解过去的埋藏事件，通常是通过受控实验来完成[10]，比如微生物在石化过程中的作用[11]、哺乳食肉动物对骨骼的影响[12]，或将骨骼埋在水槽中[8]，计算机建模也被用来解释埋藏事件[8][13]。
- 物种组合的时空分辨率和生态保真度，尤其是与均时作用的影响相比，栖息地外迁的作用相对较小。
- 化石记录中的大偏倚(megabias)轮廓，包括新基本设计(bauplan)和行为能力的演化，以及地表系统气候、构造和地球化学的大幅变化。
- 火星科学实验室的任务目标已从古代火星宜居性评估升级为开发埋藏学预测模型[14]。

### 古生物学
埋藏学研究的动机是更好地理解化石记录中存在的偏向，化石在沉积岩中随处可见，但在不了解化石形成过程的情况下，古生物学家无法对化石生物的生命和生态得出最准确的结论。例如，如果某类化石组合中一种类型的化石多于另一种，则可以推断该生物体的数量更多，或者其遗骸更耐分解。
20世纪末，埋藏数据开始应用于其他古生物学子领域，如古生物学、古海洋学、化石遗迹学(对遗迹化石的研究)和生物地层学。通过了解所观察到埋藏模式的海洋学和行为学含义，古生物学家已能够提供新的、有意义的解释和关联，否则这些解释和关联在化石记录中仍然模糊不清。

### 法医学
法医埋藏学是一门相对新颖的学科，近15年来越来越受到重视，它是法医人类学的一项分支领域，专门关注埋藏作用如何改变犯罪证据。
法医埋藏学有两个不同的分支：生物埋藏学 （页面存档备份，存于）和地质埋藏学 （页面存档备份，存于）。生物埋藏学着眼于生物体的分解和/或破坏是如何发生的。影响这一分支的主要因素有三类：一类是环境因素、外部变量、个体因素；第二类来自生物体本身的因素(即体型、年龄等)；第三类是文化因素，影响分解的特定文化行为因素(埋葬习俗)。地质埋藏学则研究埋葬方式和埋葬本身对周围环境的影响，这包括挖掘坟墓造成的土壤扰动和工具痕迹；腐烂体对土壤酸碱性和植物生长造成的破坏以及因将非自然物质引入该区域而使土地和排水系统发生的改变。
这一领域极其重要，因为它有助于科学家使用埋藏特征来帮助确定尸体在死亡时(死亡过程中 （页面存档备份，存于）)和死亡后(尸体剖检 （页面存档备份，存于）)发生了什么。当考虑可被当作刑事调查证据时，这可能会产生巨大的影响。

### 环境考古学
考古学家们研究埋藏过程，以确定植物和动物(包括人类)遗骸如何在考古遗址中积累和不同地保存下来。环境考古学是一个多学科研究领域，专注于了解群体与其环境之间过去的关系。环境考古学的主要分支包括动物考古学、古植物学和地质考古学。埋藏学使专家们能确定初次埋葬之前和之后遇到的文物或遗骸。动物考古学—环境考古中的一项重点是研究动物遗骸的埋藏过程。动物考古学中最常见的过程包括热蚀变(焚烧)、切痕、处理过的骨骼和啃咬痕迹。热变形的骨骼表明使用了火和动物加工；切割痕迹和加工过的骨头可告知动物考古学家有关工具使用或食物加工的信息。当几乎没有书面记录时，埋藏学可让环境考古学家更好地理解一种群体与周围环境和居民互动的方式。
环境考古学领域为试图了解过去社会的适应能力以及环境变化对人口的重大影响提供了重要信息。通过研究这些从过去获得的知识，可为当前和未来人类与环境的相互作用提供决策信息。

## 化石记录中的埋藏偏向
由于保存作用过程的条件极为挑剔，因此，并非所有的生物都具有同样的保存机会。任何影响生物体作为化石保存的可能性因素都是导致偏向的可能来源。所以，可以说埋藏学最重要的目标就是要确定这种偏向的范围，以便对其进行量化，从而能正确解释构成化石生物群生物体的相对丰度。下面列出了一些最常见的偏向来源。

### 生物体本身的物理属性
这可能是化石记录中最大的偏向来源，首先也是最重要的，含有硬质部位的生物在化石记录中出现的机率要比仅由软组织组成的生物要大的多。因此，有骨骼或硬壳的动物在化石记录中的比例更高，而许多植物只能由具有硬壁的花粉或孢子作为代表。虽然软体生物可能占生物群的30%到100%，但大多数化石组合中都不保留这种看不见的多样性，这可能将真菌和整个动物门等群体都排除在化石记录之外。另一方面，许多蜕皮动物比例较高，因为一种动物可能会因为其丢弃的身体部位而留下多个化石。在植物中，风媒传粉物种产生的花粉比动物传粉物种多得多，化石中前者的比例也高于后者。

### 栖息地的特征
大多数化石是沉积在水底条件下形成的，沿海地区往往更易受到侵蚀，流入大海的河流可能携带了大量来自内陆的颗粒物，这些沉积物最终会沉淀下来，因此生活在这种环境中的生物在死后被保存为化石的可能性比生活在非沉积环境中的生物要高得多。在大陆环境中，逐渐被有机和无机物质填满的湖泊和河床中可能会形成化石。与生活在那些不太可能被沉积物掩埋的水生环境生物相比，这些栖息地的生物出现在化石记录中的比例可能也更高。

### 不同地方的化石混合
沉积矿床在物理或生物作用过程中，可能在单个沉积单元内混合了不同代的遗迹，即沉积物可能被打乱并重新沉积在其它地方，这意味着沉积物可能包含了大量来自别处的化石(“异地”沉积物，而非通常的“本土”沉积物)。因此，经常被问及的一个问题是，化石沉积物多大程度上记录了最初生活在那里的真实生物群？许多化石显然是本土的，比如海百合等有根化石，而许多化石本质上明显是异地的，比如海底沉积物中出现的光合自养浮游生物，这些浮游生物必须下沉才能沉积。因此，如果沉积特征是以重力驱动的涌流(如泥石流)为主时，化石矿床可能偏向外来物种(即非该地区特有的物种)，或者如果本地能被保存的生物很少，则就可能会偏向外来物种，这是孢粉学中的一个特殊问题。

### 时间解析
由于单个分类群的种群更替率远低于沉积物净累积速率，连续的、非同时代生物种群的遗骸可能会混合在某单一地层中，这被称之为“均时作用”。由于地质记录的缓慢性和偶发性，两个看似同代的化石实际上可能相隔数世纪，甚至数千年。此外，一个“遗骸集”中的均时作用“程度”可能会有所不同，其程度取决于多种因素，如组织类型、栖息地、埋藏和发掘事件的频率，以及相对于沉积物净累积速率，沉积柱内生物扰动的深度。与空间保真度偏向一样，也存在偏向重塑事件中幸存生物体的现象，例如外壳。相对于均时作用的偏差，更理想的沉积示例是火山灰沉积，它捕获了在错误时间出现在错误地点的整个生物群(例如志留纪赫里福德郡矿层(Herefordshire lagerstätte))。

### 时序中的空隙
地质记录极不连续，所有时间跨度上的沉积事件都是间歇性的。在最大范围内，沉积高位期可能意味着数百万年内都未发生沉积，事实上，可能只是发生了沉积侵蚀，这种中断被称为非整合。相反，诸如泥石流之类的灾难性事件可能过度代表了一段时间。在一段较短时期内，波浪和沙丘的冲刷以及浊流的通过，都可能会导致地层被清除。因此，化石记录偏向于最大沉积期。沉积作用较少的时期在化石记录中的代表性就较差。
一个相关的问题是，某一地区的沉积环境变化缓慢，如由于缺乏生物矿化元素，矿床可能会遇到保存不良期，导致化石的埋藏或成岩作用消失，从而产生记录中断和空白。

### 地质年代保存的一致性
生物体内在和外在特性的重大变化，包括与其他生物体有关的形态和行为或全球环境的变化，可能导致保存的长期或长周期性变化。

### 人为偏向
化石记录的不完整性在很大程度上是由于地球表面仅暴露了少量的岩石，甚至大部分岩石都还没被探索过。我们的化石记录依赖于在此基础上进行的少量勘探。不幸的是，古生物学家和普通人一样，在收集方法上可能会有很大的偏向性，即偏向一定是已被确认的化石。可能的偏向缘由包括：
- 化石图鉴：野外实验表明，较之其他的品种，研究蛤蜊化石的古生物学家们更擅长收集蛤蜊化石，因为他们的化石图鉴被编写的更偏向蛤蜊。
- 易于提取：容易获取的化石(例如许多容易通过酸溶解“整体”提取的磷酸盐化石)在化石记录中占较大的比例。
- 分类偏向：形态易于识别的化石很容易作为单独的物种加以区分，因此其丰度会增加。

## 生物聚合物的保存

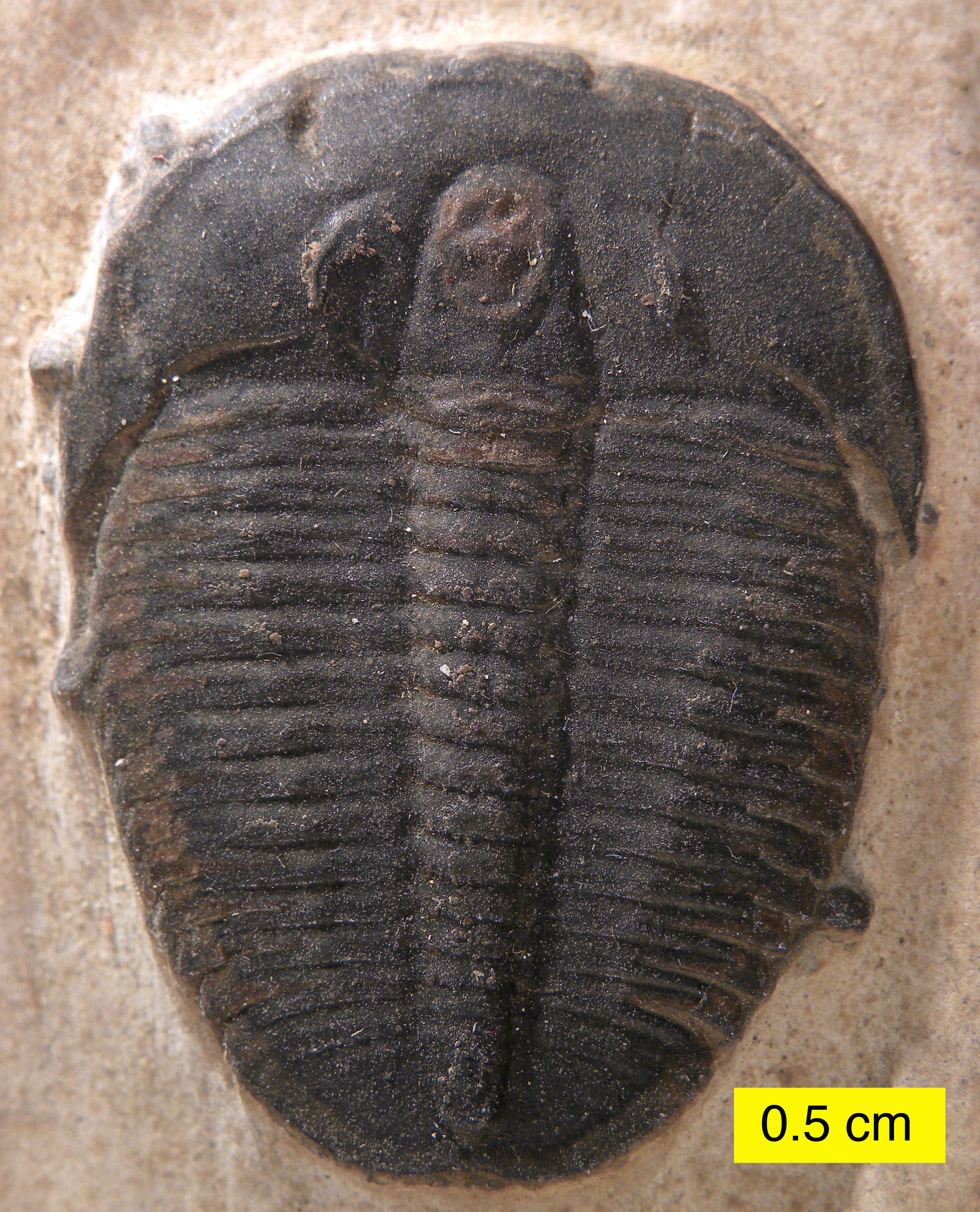
尽管昆虫和多足类等节肢动物的甲壳素外骨骼(但不是碳酸钙矿化的三叶虫，也非通常被磷酸钙矿化的甲壳类动物)会被分解，但它们通常在矿化期间能保持其形状，尤其在已部分矿化的情况下。

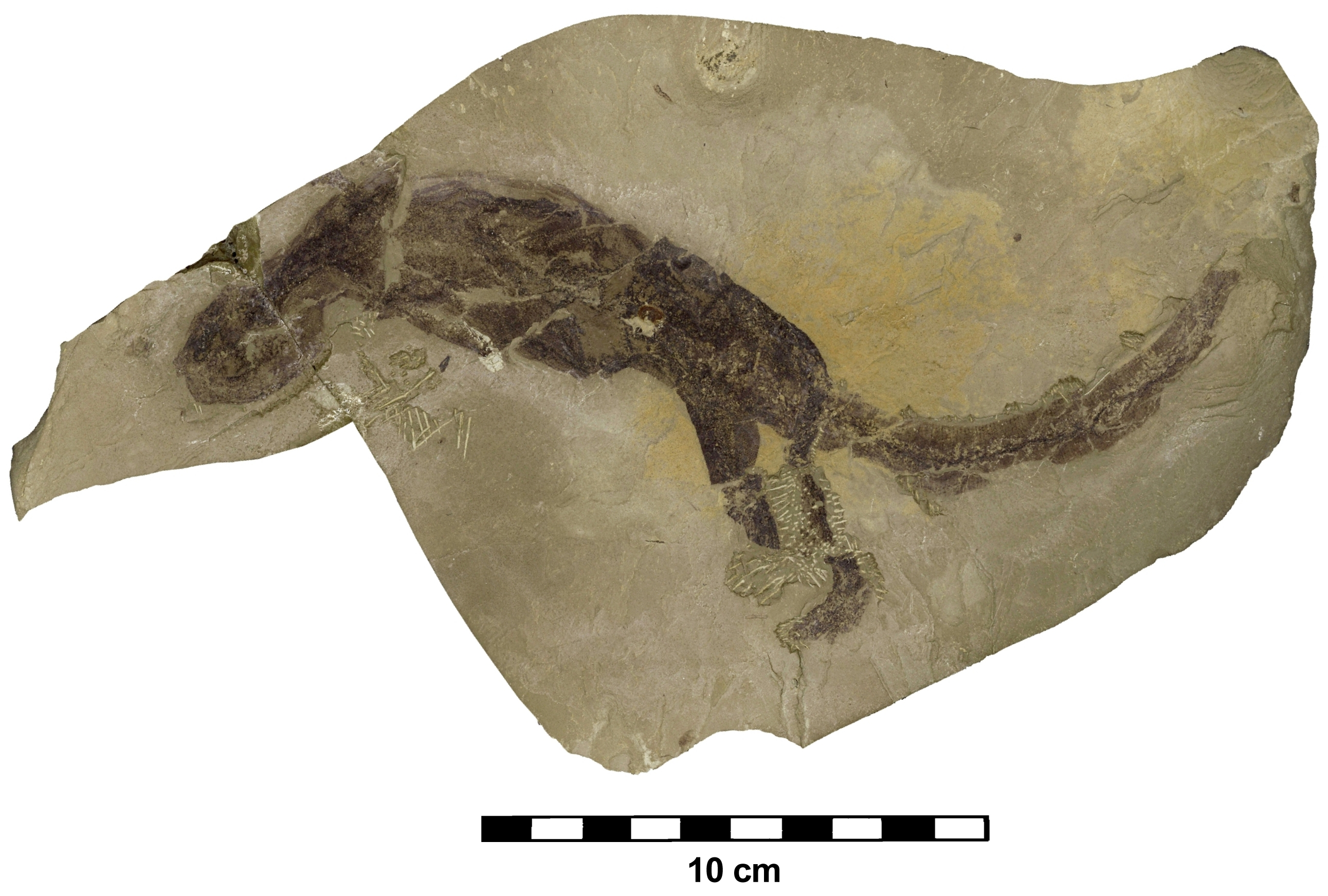
犹他州绿河组降落伞溪段一条蜥蜴的软体保存，大部分骨骼已脱钙。

通过埋藏涉入的相对惰性物质如方解石(并在较小程度上是骨骼)较为明显，因为这些身体部位稳定，随时间推移的变化不大。然而，“软组织”的保存更有趣，因为它需要更特殊的条件。虽然通常只有生物矿化材料才能在石化过程中保存下来，但软组织的保存并不像有时人们认为的那样罕见。
脱氧核糖核酸和蛋白质都不稳定,在降解前很少能保存超过数十万年。多糖的保存潜力也很低，除非它们高度交联，这种互连在结构组织中最常见，并使它们能够抵抗化学性腐烂。此类组织包括木材(木质素）、孢子和花粉(孢粉素)、动物和植物的表皮(胶膜)、藻类的细胞壁(胶鞘)，以及可能是一些地衣的多糖层。这种相互联系使得这些化学物质不太容易发生化学衰变，也意味着它们是一种较差的能量来源，因此不太可能被食腐生物消化。在经加热和加压后，这些交联的有机分子通常会“煮熟”，变成油母质或短(碳原子数小于17)脂肪族/芳香族碳分子。其他影响保存可能的因素如硬化，使多毛类的颌骨比化学成分相同但未硬化的身体角质层更易保存下来
人们认为“伯吉斯页岩型保存”(Burgess Shale type preservation)只能保存坚硬的角质层类型的软组织，但越来越多的生物被发现缺乏这种角质层，例如可能的脊索动物皮卡虫和无壳的乌海蛭(Odontogriphus)。
一种常见的误解是，厌氧条件是保存软组织所必需的，事实上，很多的腐烂是由硫酸盐还原菌介导的，而它们只能在厌氧条件下存活。然而，缺氧确实降低了食腐动物干扰死亡生物体的可能性，而其他生物体的活动无疑是软组织破坏的主要原因之一。
如果植物表皮层含有胶膜(cutan)，而非角质，则更容易被保存下来。
植物和藻类产生最易保存的化合物，泰格拉尔(Tegellaar)根据其保存潜力列出了这些化合物(见参考文献)。

## 解体
化石的完整程度一度被认为体现了区域环境能量，暴风雨更大的水域会留下不那么完整的尸体。然而，主导力实际上似乎是捕食，食腐动物比汹涌的海水更可能在新鲜尸体被埋葬前就将其分解。沉积物覆盖较小化石的速度更快，因此它们很可能完整性更好。然而，侵蚀也更容易破坏较小的化石。

## 意义
埋藏过程使多个领域的研究人员能够识别自然和文化对象的过去，从死亡或埋葬到挖掘，埋藏学有助于了解过去的环境。在研究过去时，重要的是获得背景信息，以便对数据有一种深入扎实的理解。通常，这些发现可用来更好地了解当今的文化或环境变化。
“埋藏形态”(Taphomorphi)一词是用来描述化石结构的总称，这些化石结构代表了各种分类群而非单个生物保存不良和退化的遗骸，如纽芬兰阿瓦隆尼亚大陆5.79–5.6亿年前的埃迪卡拉生物群化石组合中所包含的分类群混合体，这些混合体被统称为“伊维谢迪变体”(Ivesheadiomorps)，最初被解释为单一属“伊维谢迪亚”(Ivesheadia)的化石，现在被认为是各种叶状体生物的退化残骸。同样，来自英格兰埃迪卡拉纪的化石，曾被归类为“布莱克布鲁克亚”(Blackbrookia)、“伪文迪亚”(Pseudovendia)和“舍普谢迪亚”(Shepshedia)，现在都被认为是与加尼亚虫(Charnia)或查恩盘虫有关的埋藏形态。

## 参看
- 比彻三叶虫型保存（英语：Beecher's Trilobite type preservation）
- 苦泉组型保存（英语：Bitter Springs type preservation）
- 伯吉斯页岩型保存（英语：Burgess Shale-type preservation）
- 陡山沱型保存（英语：Doushantuo type preservation）
- 埃迪卡拉型保存（英语：Ediacaran type preservation）
- 化石记录
- 特异保存
- 矿化化石
- 石化
- 伪化石
- 遗迹化石

## 延伸阅读
- Emig, C. C. . Col.lecio Encontres. 2002, 5: 21–26.
- Greenwood, D. R. (1991), 《植物大化石的埋藏学》.多诺万·S·K.（编辑）, 《化石化过程》，第141-169页 .贝尔黑文出版社.
- Lyman, R. L.  (1994), 《脊椎动物埋藏学》.剑桥大学出版社.
- Shipman, P. (1981),《化石的生命史：埋藏学和古生态学导论》.哈佛大学出版社.
- Taylor, P.D.; Wilson, M.A. . 《地球科学评论》. July 2003, 62 (1–2): 1–103. Bibcode:2003ESRv...62....1T. doi:10.1016/S0012-8252(02)00131-9.